# Anglikanska kyrkan i Finland
Anglikanska kyrkan i Finland (finska: Suomen Anglikaaninen kirkko) är ett anglikanskt samfund i Finland som lyder under Engelska kyrkan. Samfundet bildades på 1920-talet då anglikaner flydde från Leningrad till Finland. Till samfundet hör omkring hundra medlemmar. Anglikanska kyrkan i Finland har en församling i Helsingfors som samlas i Mikael Agricola kyrka.
Samfundet är medlem i Ekumeniska Rådet i Finland.